# Zaw Linn Tun
Zaw Linn Tun (birmanisch ဇော်လင်းထွန်; * 23. Juli 1983 in Amarapura) ist ein myanmarischer ehemaliger Fußballspieler auf der Position eines Abwehrspielers.
Der Verteidiger kam in den Jahren 2004 bis 2010 auf mindestens 20 Länderspieleinsätze für sein Heimatland.

## Vereinskarriere
Über die anfängliche Karriere von Zaw Linn Tun ist nichts bekannt, wobei erste Belege erst ab seiner Zeit beim Fußballteam des Innenministerium Myanmars ab dem Jahre 2004 berichten. In der Liga, in der vornehmlich Mannschaften diverser myanmarischer Ministerien und Regierungsämter aktiv sind, seit 1996 jedoch auch andere Vereine teilnehmen dürfen, rangierte er mit der Mannschaft zumeist in der hinteren Tabellenhälfte. Nach einem weiteren elften Platz im Endklassement der Myanmar Premier League, wechselte Zaw Linn Tun zum neugegründeten Zeyashwemye FC aus der zentralmyanmarischen Stadt Monywa, mit dem er am Spielbetrieb der neuen Myanmar National League teilnahm. Mit seinem Team rangierte er zum Saisonende 2009, dem Eröffnungsturnier der Liga, auf dem fünften Tabellenplatz, konnte jedoch, nach einem weiteren fünften Platz in der nachfolgenden Spielzeit 2009/10, im Spieljahr 2010, der ersten offiziellen Saison, mit einem etwas niedrigeren Torverhältnis und gleich vielen Punkten den zweiten Platz hinter Yadanarbon FC im Endklassement erreichen.
In den nachfolgenden Jahren etablierte sich der Zeyashwemye FC als eines der Topteams der Liga und konnte alljährlich um die Meisterschaft mitspielen. Auf einen dritten Platz 2011 folgten ein vierter Platz 2012 sowie ein weiterer dritter Platz im Spieljahr 2013. Etwas abgeschlagen, mit dem Nigerianer Chukwuazu Basil jedoch einen Torschützen unter den Top 5 der myanmarischen Torschützenliste, beendete Zeyashwemye FC die Saison 2014 lediglich auf dem achten Tabellenplatz. Dies nahm der Mittlerweile 31-Jährige auch zum Anlass den Verein zu wechseln und heuerte stattdessen beim amtierenden Meister Yadanarbon FC in der zweitgrößten Stadt des Landes an. Mit der Mannschaft bestritt er das 1.-Qualifikationsrundenspiel gegen den Warriors FC aus Singapur, das jedoch knapp mit 5:6 im Elfmeterschießen verloren wurde, woraufhin das Team rund um Zaw Linn Tun an der Gruppenphase des AFC Cups 2015 teilnahm. Auch hier ereilte die Mannschaft ein rasches Ende, nachdem sie nach sechs absolvierten Partien als Gruppenletzter der Gruppe G vom laufenden Turnier ausschied. Zaw Linn Tun selbst erzielte dabei unter anderem einen Treffer gegen die South China AA aus Hongkong, musste aber auch in einer Partie gegen den Global FC von den Philippinen mit der roten Karte vorzeitig vom Platz.
Im Laufe des Spieljahres 2015 erreichte der 1,70 m große Abwehrspieler mit dem Yadanarbon FC den zweiten Platz im Endklassement hinter Yangon United. Auch im myanmarischen Fußballpokal 2015 schaffte es das Team es bis ins Finale, unterlag dort dem amtierenden Pokalsieger Ayeyawady United FC knapp mit 1:2 und wurde somit auch hier nur Zweiter. Auch im nachfolgenden Spieljahr 2016 gehört Zaw Linn Tun dem Kader des myanmarischen Erstligisten an.

## Nationalmannschaftskarriere
Seine ersten Länderspieleinsätze hatte Zaw Linn Tun noch während seiner Zeit in der Fußballmannschaft des myanmarischen Innenministeriums, wobei er in dieser Zeit auch zu den meisten seiner Länderspielauftritte kam. Nachdem er im Jahre 2004 in sechs Spielen eingesetzt wurde und dabei auch seinen ersten und einzigen Treffer in seiner Zeit als Internationaler beisteuerte, wurde er 2005 in zwei, 2006 in vier und 2007 in weiteren fünf Länderspielen eingesetzt. Danach wurde es in den Folgejahren weitgehend ruhig um den bereits 17-fachen myanmarischen Nationalspieler. Erst im Jahre 2010 wurde der ehemalige Nachwuchsnationalspieler, der unter anderem auch für die U-23-Auswahl seines Heimatlandes in Erscheinung trat, wieder vom nunmaligen Trainer Tin Myint Aung berücksichtigt und sogar als Kapitän in der ASEAN-Fußballmeisterschaft 2010 eingesetzt. Außerdem trat er in dieser Zeit während der AFC-Qualifikationsphase zur WM 2014 für Myanmar in Erscheinung und brachte es so im Jahr 2010 auf eine Einsatzbilanz von sechs Spielen, in denen er selbst torlos blieb. Myanmar wurde in weiterer Folge disziplinarisch bestraft und unter anderem von der Vorrunde zur FIFA-Weltmeisterschaft 2018 in Russland ausgeschlossen.

## Erfolge
mit dem Zeyashwemye FC
- Vizemeister der Myanmar National League: 2010

mit dem Yadanarbon FC
- Vizemeister der Myanmar National League: 2015
- MFF Cupfinalist: 2015